# (4854) Edscott
(4854) Edscott (1981 ED27) – planetoida z grupy pasa głównego asteroid okrążająca Słońce w ciągu 5,15 lat w średniej odległości 2,98 j.a. Odkryta 2 marca 1981 roku.